# Бремен (Індіана)
Бремен (англ. Bremen) — місто (англ. town) в США, в окрузі Маршалл штату Індіана. Населення — 4696 осіб (2020).

## Географія
Бремен розташований за координатами 41°26′52″ пн. ш. 86°9′2″ зх. д. / 41.44778° пн. ш. 86.15056° зх. д. (41.447822, -86.150645).  За даними Бюро перепису населення США в 2010 році місто мало площу 7,04 км², з яких 7,03 км² — суходіл та 0,01 км² — водойми.

## Демографія
Згідно з переписом 2010 року, у місті мешкало 4588 осіб у 1736 домогосподарствах у складі 1155 родин. Густота населення становила 651 особа/км².  Було 1922 помешкання (273/км²).
Расовий склад населення:
| - 86,5 % — білих - 0,4 % — чорних або афроамериканців - 0,3 % — азіатів - 0,2 % — корінних американців - 11,1 % — осіб інших рас |

До двох чи більше рас належало 1,5 %. Частка іспаномовних становила 18,0 % від усіх жителів.
За віковим діапазоном населення розподілялося таким чином: 27,6 % — особи молодші 18 років, 56,4 % — особи у віці 18—64 років, 16,0 % — особи у віці 65 років та старші. Медіана віку мешканця становила 36,6 року. На 100 осіб жіночої статі у місті припадало 91,5 чоловіків;  на 100 жінок у віці від 18 років та старших — 88,4 чоловіків також старших 18 років.
Середній дохід на одне домашнє господарство  становив 52 782 долари США (медіана — 45 341), а середній дохід на одну сім'ю — 64 253 долари (медіана — 63 814). Медіана доходів становила 45 577 доларів для чоловіків та 30 399 доларів для жінок. За межею бідності перебувало 12,0 % осіб, у тому числі 6,1 % дітей у віці до 18 років та 18,2 % осіб у віці 65 років та старших.
Цивільне працевлаштоване населення становило 2078 осіб. Основні галузі зайнятості: виробництво — 38,2 %, освіта, охорона здоров'я та соціальна допомога — 21,0 %, роздрібна торгівля — 14,9 %.